# Hester Thrale

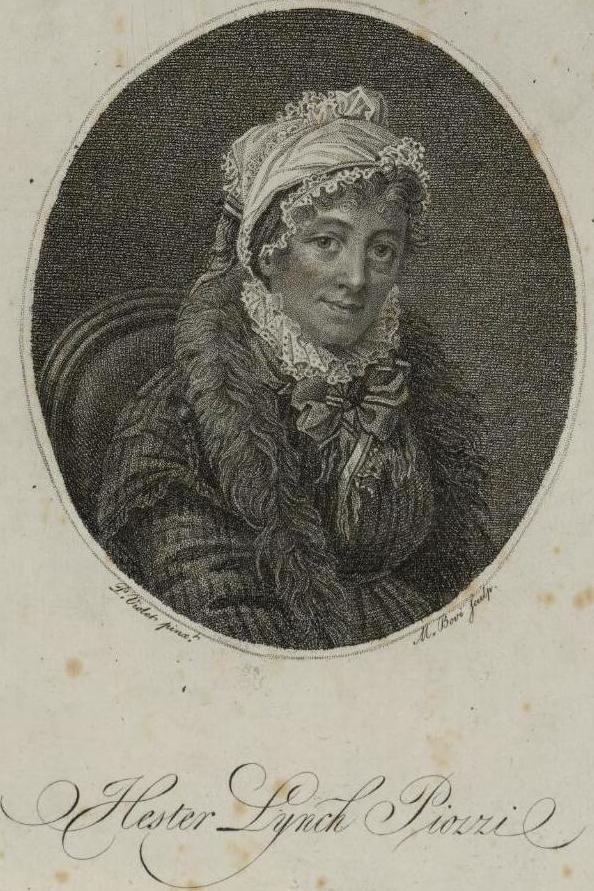
Portrait of Hester Lynch Piozzi (4671803)

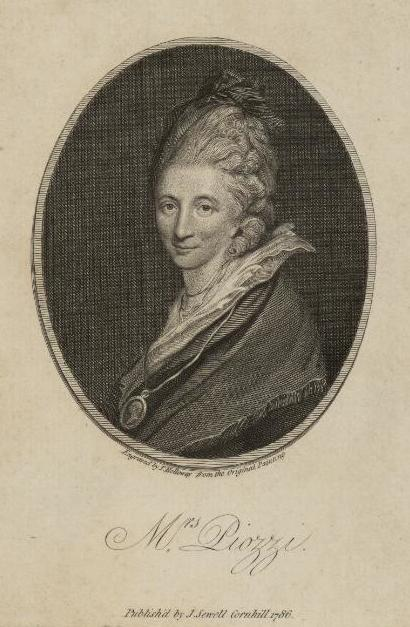
Portrait of Mrs. Piozzi (4671802)

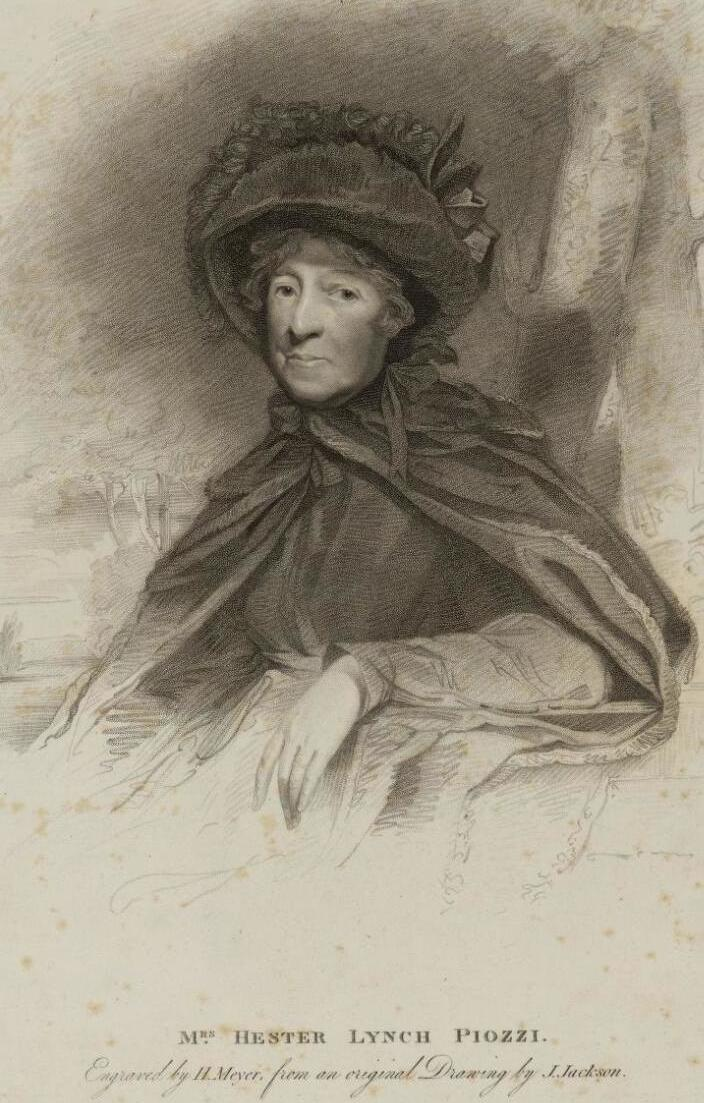
Portrait of Mrs. Hester Lynch Piozzi (4671804)

Hester Thrale, senare Piozzi, född Lynch Salusbury 23 januari 1741, död 2 maj 1821, var en brittisk författare, kulturmecenat och värd för en litterär salong. Hon är känd för sina dagböcker, som gavs ut 1949, och för sin korrespondens, som hon lät publicera 1788. Dessa anses utgöra en viktig källa för brittiskt samtidsliv, särskilt för Samuel Johnsons biografi. 
Thrale var dotter till godsägaren John Salusbury från Wales. Hon gifte sig 1763 med den förmögne bryggaren Henry Thrale. Äktenskapet ingicks sedan hennes far hade blivit ruinerad på grund av en dålig investering och för att hennes make genom henne ville höja sin sociala ställning, och deras personliga relation var inte lycklig. Efter vigseln var hon enligt tidens sed fri att delta i sällskapslivet och välja sitt eget umgänge, och hon öppnade en salong i London där hon blev en centralfigur i stadens kulturella liv. Bland hennes gäster fanns Samuel Johnson, James Boswell, Thomas Percy, Oliver Goldsmith och Fanny Burney. Hennes make avled 1781, och tre år senare gifte hon sig av kärlek med den italienske musikläraren Gabriel Mario Piozzi. Äktenskapet sågs med oblida ögon på grund av skillnaden i deras sociala status, och Thrale bosatte sig därefter i Wales.